# Alexandre Picard

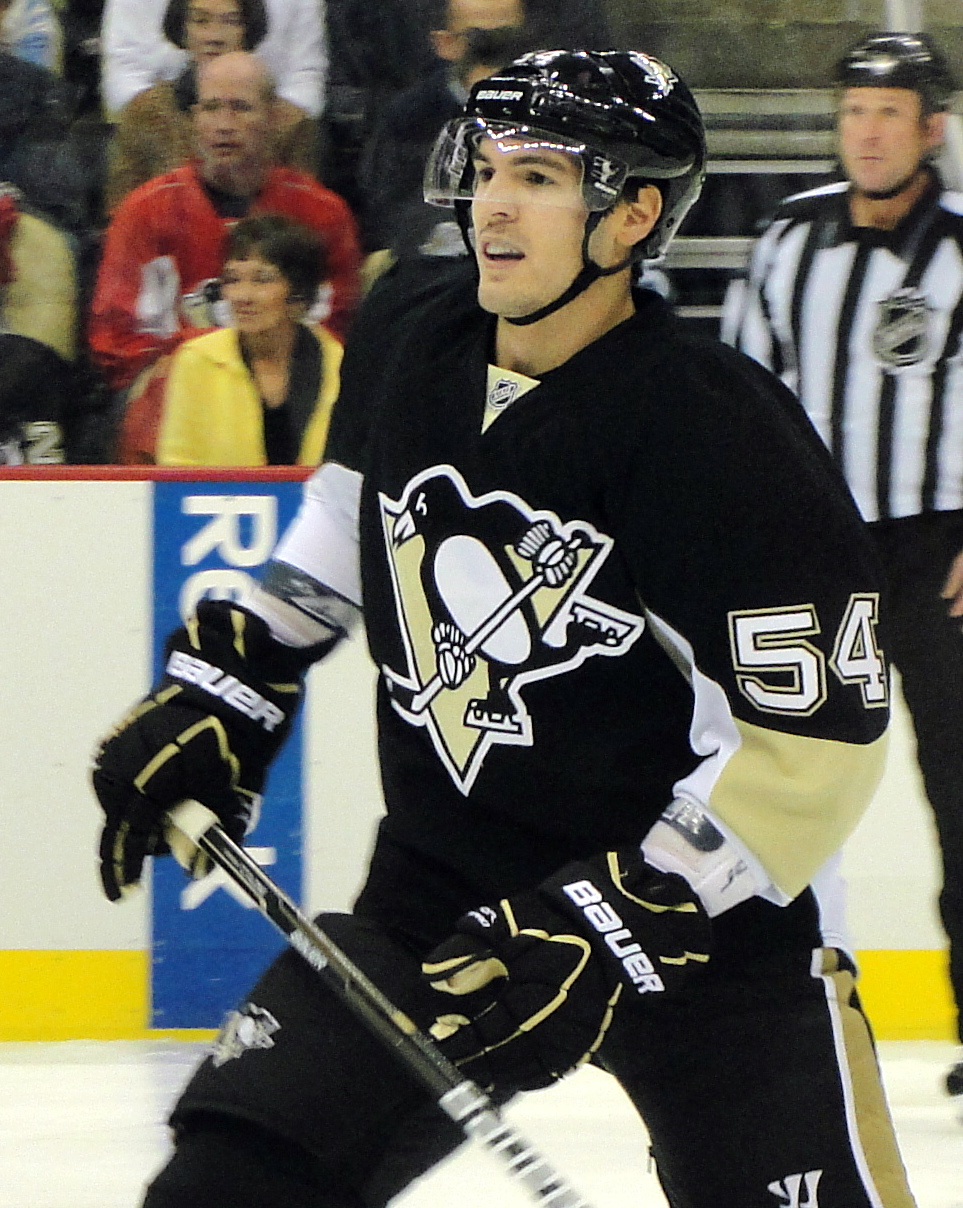
Alexandre Picard i Pittsburgh Penguins

Alexandre R. Picard, född 5 juli 1985 i Gatineau, Québec, är en kanadensisk professionell ishockeyspelare som spelar för NLA-klubben Fribourg-Gottéron. Picard, som är vänsterback till positionen, har tidigare spelat för Philadelphia Flyers, Tampa Bay Lightning, Ottawa Senators, Carolina Hurricanes, Montreal Canadiens och Pittsburgh Penguins i NHL.

## Karriär
Alexnadre Picard valdes av Philadelphia Flyers som 85:e spelare totalt i 2003 års NHL-draft. Han debuterade i NHL säsongen 2005–06 då han spelade sex matcher för Flyers i grundserien och var reserv i slutspelet. Säsongen därpå ersatte han skadade Mike Rathje och spelade 62 matcher för Flyers. Under en match mot New Jersey Devils i februari 2007 gjorde Picard fem assist – ett färre än Eric Lindros klubbrekord.
Säsongen 2007–08 tillbringade Picard till största delen i farmarligan. I februari 2008 blev han skickad till Tampa Bay Lightning tillsammans med ett val i andra rundan i NHL-draften 2009 i utbyte mot Vaclav Prospal. I Lightning spelade Picard 20 matcher under slutet av säsongen. 
I augusti 2008 bytte Picard återigen klubb när han, Filip Kuba och ett val i förstra rundan i NHL-draften 2009 skickades till Ottawa Senators i utbyte mot rättigheterna till Andrej Meszaros.